# Ishibashi Ningetsu
Pour les articles homonymes, voir Ishibashi.
Ishibashi Ningetsu (石橋 忍月), de son nom véritable Ishibashi Tomokichi (友吉), né le 1er septembre 1865 et mort le 1er février 1926, est un critique littéraire et écrivain japonais.

## Biographie
Ishibashi Ningetsu est l'un des fondateurs de la critique littéraire moderne au Japon. En 1889, il publie le premier article sur Lessing en japonais : Resshingu ron. Il passe pour un « Lessing japonais » peu de temps avant d'être évincé au début des années 1890 par Mori Ōgai. Ses critiques paraissent dans la revue Kokumin no tomo et sont regroupées dans le volume Ishibashi Ningetsu hyōron shū (1937). En 1889, Ishibashi publie les romans Inga et Tsuyokohime. Son essai critique, Maihime, sur la nouvelle éponyme de Mori Ōgai, est à l'origine d'une importante dispute littéraire au début de l'ère Meiji.

## Œuvres principales
- Zaika Ron (罪過論, 1890)
- Maihime (舞姫, 1890)